# NGC 7577
NGC 7577 (również PGC 70947) – galaktyka spiralna (S), znajdująca się w gwiazdozbiorze Ryb. Odkrył ją Guillaume Bigourdan 7 października 1885 roku.